# I. e. 223
Évszázadok: i. e. 4. század – i. e. 3. század – i. e. 2. század
Évtizedek: i. e. 270-es évek – i. e. 260-as évek – i. e. 250-es évek – i. e. 240-es évek – i. e. 230-as évek – i. e. 220-as évek – i. e. 210-es évek – i. e. 200-as évek – i. e. 190-es évek – i. e. 180-as évek – i. e. 170-es évek
Évek: i. e. 228 – i. e. 227 – i. e. 226 – i. e. 225 –  i. e. 224 – i. e. 223 – i. e. 222 – i. e. 221 – i. e. 220 – i. e. 219 – i. e. 218

## Események

### Hellenisztikus birodalmak
- A pergamomni Attalosz ellen sikertelenül háborúzó III. Szeleukosz szeleukida királyt a saját tisztjei megmérgezik. Utóda öccse, III. Antiokhosz.
- A kleomenészi háborúban a spártaiak ostrom alá veszik Megalopoliszt. A védelem vezetője, Philopoimén feltartja az ostromlókat, míg a lakosok elmenekülnek. A spártaiak ezután felgyújtják a várost.
- III. Antigonosz makedón király szövetséget köt az akhájokkal, a boiótokkal és a thesszáliaiakkal, majd kiűzi a spártaiakat Argoszból és Mantineiából.
- Euthüdémosz szogdiai kormányzó megdönti II. Diodotosz görög-baktriai király uralmát.

### Róma
- Caius Flaminiust és Publius Furius Philust választják consulnak.
- Flaminius átkel a Pón és megtámadja a gall insubereket. Bár először vereséget szenved, végül meghódoltatja őket.

### Kína
- Csin állam meghódítja Csu államot.

## Halálozások
- III. Szeleukosz szeleukida király
- II. Diodotosz görög-baktriai király

## Fordítás
- Ez a szócikk részben vagy egészben  a(z)   223 BC című angol Wikipédia-szócikk ezen változatának fordításán alapul.  Az eredeti cikk szerkesztőit annak laptörténete sorolja fel. Ez a jelzés csupán a megfogalmazás eredetét és a szerzői jogokat jelzi, nem szolgál a cikkben szereplő információk forrásmegjelöléseként.